# Muerte perinatal
La mortalidad perinatal o muerte perinatal se refiere a la muerte del feto o recién nacido dentro del periodo perinatal, es decir, desde las 28 semanas de embarazo hasta la primera semana de vida —7 días—.
La Organización Mundial de la Salud define la mortalidad perinatal como el "número de nacidos muertos y muertes en la primera semana de vida por cada 1000 nacidos vivos, el período perinatal comienza a las 22 semanas completas (154 días después de la gestación) y termina a los siete días después del nacimiento".

## Tasa de mortalidad perinatal
La tasa de mortalidad perinatal es el número de nacidos muertos y muertes en los primeros 7 días de vida del recién nacido por cada 1000 nacidos vivos en un año determinado.
La tasa de mortalidad perinatal aumenta en el caso de los embarazos adolescentes.

## Mortalidad intrauterina e infantil - terminología
Según la duración del embarazo y el momento de la muerte, la mortalidad se denomina:
- Aborto (aborto inducido con medicamentos, quirúgico, terapéutico y espontáneo): hasta las 20 semanas de embarazo.
- Muerte fetal: cuando la edad gestacional es superior a 22 semanas —mortinato—.
- Muerte perinatal: desde las 28 semanas de embarazo hasta la primera semana de vida —7 días—.[1]
- Mortalidad neonatal o de recién nacidos: desde el nacimiento a los 28 días.[6]
- Mortalidad infantil: durante el primer año de vida, es el indicador demográfico que señala el número de defunciones de niños en una población de cada mil nacimientos vivos registrados, durante el primer año de su vida.[7]